# رسالة كولومبس عن رحلته الأولى

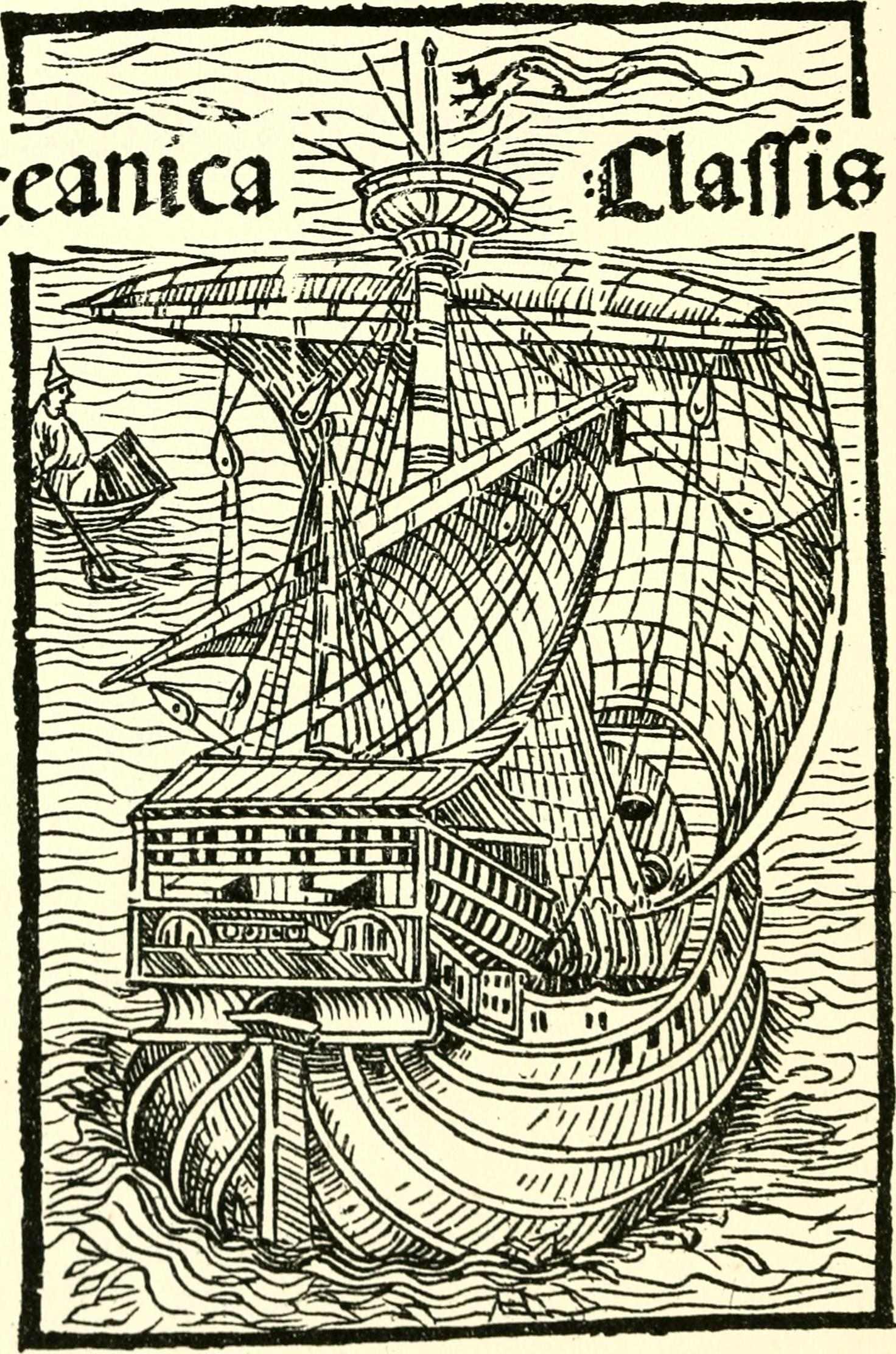

رسالة كولومبس عن رحلته الأولى، هي تقرير موجز كتبه كولومبوس عن جزر الهند من وراء نهر الغانج، أعلن فيه عن اكتشافاته الأخيرة وحشد الدعم المالي والسياسي لرحلة أخرى، نشرت أولا بالإسبانية في برشلونة في نيسان 1493م، وفي غضون شهر ترجمها ونشرها ستيفن بلانك باللغة اللاتينية في روما، وفي ديباجته أثنى بلانك على فيرناندو دي آراغون لدعمه للرحلة الاستكشافية ولكنه لم يذكر الملكة إيزابيل، وفي وقت لاحق نشر بلانك طبعة مصححة وذكر فيها الدور الذي لعبته إيزابيل، وكانت هذه الطبعة اللاتينية بالذات هي التي عممت على نطاق واسع ونشرت أخبار اكتشافات كولومبس في أرجاء أوروبا.